# Glória Albuês
Maria da Glória Albuês Martins (Cuiabá, 9 de outubro de 1950) é uma cineasta, pesquisadora, roteirista, escritora, gestora pública e animadora cultural brasileira.

## Biografia e carreira
Glória Albuês nasceu em Cuiabá no ano de 1950. Ela é graduada em pedagogia pela Universidade Federal de Mato Grosso (UFMT). Atua no cenário do audiovisual matogrossense desde a década de 1980 como roteirista e diretora de televisão e cinema.
Entre 1985 e 1989, foi diretora do Teatro da UFMT. Entre 1989 e 1996, ainda na UFMT, foi diretora da TV Universidade, tendo sido a responsável pela implantação da programação local da emissora. Albuês também exerceu funções públicas, tendo atuado como Secretária de Cultura do município de Cuiabá entre 1996 e 2000.
Em março de 2006, a Câmara Municipal de Cuiabá concedeu à cineasta o Título Honorífico Ordem do Mérito Dom Francisco de Aquino Correa como reconhecimento pelos relevantes serviços prestados à cidade de Cuiabá. Entre os filmes dirigidos por Albuês figuram: P.S: Glauber, te vejo em Cuiabá (1986); O canavial (1990); Nós de rosas (2007); A trama do olhar (2009); Manoel Chiquitano Brasileiro (2014); dentre outros.